# Classe Osprey
La classe Osprey  est une classe de chasseurs de mines côtiers de l'United States Navy. La classe Osprey est le deuxième plus grande classe de chasseur de mines au monde (dépassée par les navires de classe Hunt de la Royal Navyde contre-mesures miniers de 60 mètres), construits entièrement en fibre de verre et conçus pour survivre au choc des explosions sous-marines. Leur mission principale est la reconnaissance, la classification et la neutralisation de tous les types de mines amarrées et de fond dans les zones littorales, les ports et les voies navigables côtières.

## Navires
| Nom        | No. coque | Constructeur                | Service actif US Navy | NVR Page | Commentaire                                                                     |
| ---------- | --------- | --------------------------- | --------------------- | -------- | ------------------------------------------------------------------------------- |
| Osprey     | MHC-51    | Intermarine USA             | 1993–2006             | MHC51    | Sold for scrap 2014.                                                            |
| Heron      | MHC-52    | Intermarine USA             | 1994–2007             | MHC52    | Vendu à Marine de guerre hellénique, HS Kalypso (M 64)                          |
| Pelican    | MHC-53    | Avondale Shipyard, Westwego | 1995–2007             | MHC53    | Vendu à Marine de guerre hellénique, HS Evniki (M 61)                           |
| Robin      | MHC-54    | Avondale Shipyard           | 1996–2006             | MHC54    | Sold for scrap 2014.                                                            |
| Oriole     | MHC-55    | Intermarine USA             | 1995–2006             | MHC55    | Vendu à la marine de la république de Chine (Taiwan) - ROCS Yung Jin (MHC-1310) |
| Kingfisher | MHC-56    | Avondale Shipyard, Gulfport | 1996–2007             | MHC56    | Sold for scrap 2014.                                                            |
| Cormorant  | MHC-57    | Avondale Shipyard, Gulfport | 1997–2007             | MHC57    | Sold for scrap 2014.                                                            |
| Black Hawk | MHC-58    | Intermarine USA             | 1996–2007             | MHC58    | Sold for scrap 2014.                                                            |
| Falcon     | MHC-59    | Intermarine USA             | 1997–2006             | MHC59    | Vendu à la marine de la république de Chine (Taiwan) - ROCS Yung An (MHC-1311)  |
| Cardinal   | MHC-60    | Intermarine USA             | 1997–2007             | MHC60    | Vendu à la Marine égyptienne Al Sedeeq (MHC-521)                                |
| Raven      | MHC-61    | Intermarine USA             | 1998–2007             | MHC61    | Vendu à la Marine égyptienne, Al Farouk (MHC-524)                               |
| Shrike     | MHC-62    | Intermarine USA             | 1999–2007             | MHC62    | Sold for scrap 2014.                                                            |